# Slaget vid Cherbourg
Slaget vid Cherbourg utkämpades under Operation Overlord i andra världskriget, omedelbart efter de allierades framgångsrika landstigning i Normandie den 6 juni 1944. Amerikanska trupper isolerade och erövrade den befästa hamnstaden Cherbourg, vilket ansågs vara avgörande för återerövringen av Västeuropa, i ett hårdnackat månadslångt fälttåg. Den 18 juni började VII Corps planera för att erövra Cherbourg med dess hamn, som skulle kunna hjälpa upp de allierades ansträngda underhållssituation i brohuvudet. 
När de amerikanska styrkorna närmade sig staden begärde Omar Bradley understöd från örlogsfartyg för att nedkämpa befästningar och stödjepunkter som hindrade framryckningen. På morgonen den 25 juni närmade sig slagskeppen USS Texas, USS Arkansas och USS Nevada tillsammans med fyra kryssare Cherbourg för att inleda bombardemanget. Det som var tänkt att ett understödjande företag för arméförbanden som kämpade sig fram mot Cherbourgs hamn urartade i en tre timmar lång artilleriduell med ett antal tunga kustartilleribatterier som inte kunde beskjuta markförbanden. Texas duellerade med batteri Hamburg utrustad med fyra äldre 24 centimeters kanoner, under striden träffades Texas av två granater varav den ena var en blindgångare utan att få några betydande skador.